# Emilianów (powiat sochaczewski)
Emilianów (Emilianów Załuskowski)– wieś w Polsce położona w województwie mazowieckim, w powiecie sochaczewskim, w gminie Iłów. Ma status sołectwa.
W latach 1975–1998 miejscowość należała administracyjnie do województwa płockiego.